# USS New Mexico (BB-40)
USS New Mexico byla první lodí třídy New Mexico. Pojmenována byla v souladu s doktrínou USA po jednom z amerických států, konkrétně po 47 státě – Nové Mexiko. Měla dvě sesterské lodě Mississippi a Idaho.

## Stavba
Kýl byl položen v loděnicích New York Navy Yard v Brooklynu v New Yorku 14. října 1915. Na vodu byla spuštěna 13. dubna 1917 a americké námořnictvo si ji převzalo 20. května 1918.

## Pohon a pancéřování
Pohon zabezpečovalo 9 kotlů Babcock & Wilcox pohánějící 4 turbíny, které následně poháněly elektrické agregáty, napájející elektromotory, které otáčely hřídeli čtyř lodních šroubů s výsledným výkonem 27 500 hp. Maximální rychlost lodi byla 21 u. Pohonem pomocí elektrických agregátů a elektromotorů se USS New Mexico lišila od svých sesterských lodí Mississippi a Idaho.
Boční pancéřový pás byl silný 279–203 mm. Paluba byla chráněna 152,5 – 76,2 mm pásem. Hlavní dělostřelectvo bylo uloženo ve věžích o síle pancíře 457 - 228 mm. Sekundární dělostřelectvo mělo pancéřování 152–76 mm.

## Výzbroj
Hlavní výzbroj se skládala z dvanácti děl ráže 365 mm (14 "/ 50 cal.) Ve čtyřech trojhlavňových věžích (dvě vpředu, dvě vzadu). Pomocnou výzbroj tvořilo 22 děl ráže 127 mm (5 "/ 51) uložených v kasematech po 11 na každé straně. V průběhu krátké doby bylo odstraněno 8 děl z nejnižších kasemat, protože se tato pomocná výzbroj dala použít jen při klidném moři). Ve třicátých letech bylo přidáno 8 x 127 mm (5 "/ 25 cal.). Loď nesla dva 533 mm torpédomety.

## Služba

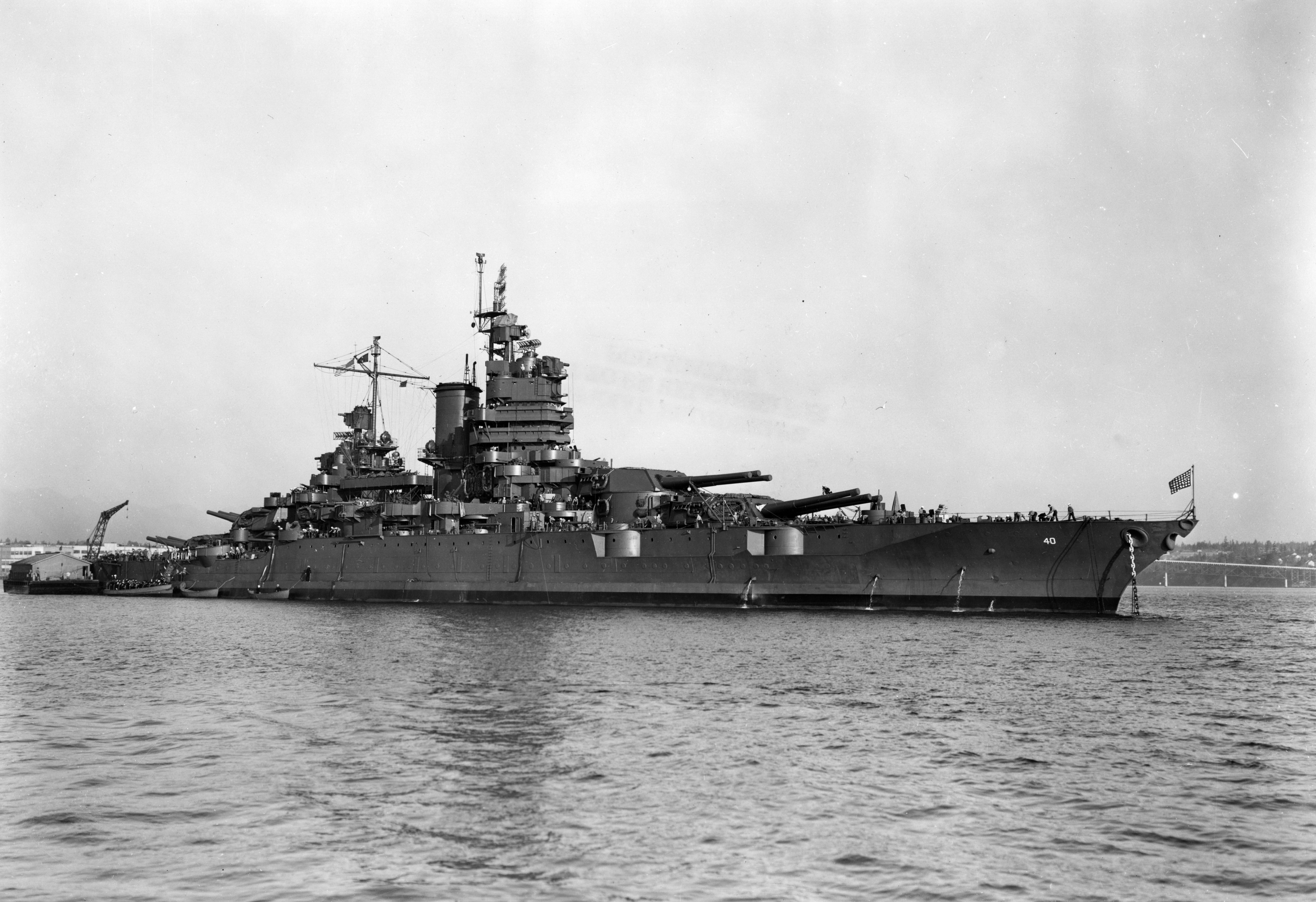
USS New Mexico v Puget Sound Navy Yard, 6. října 1943

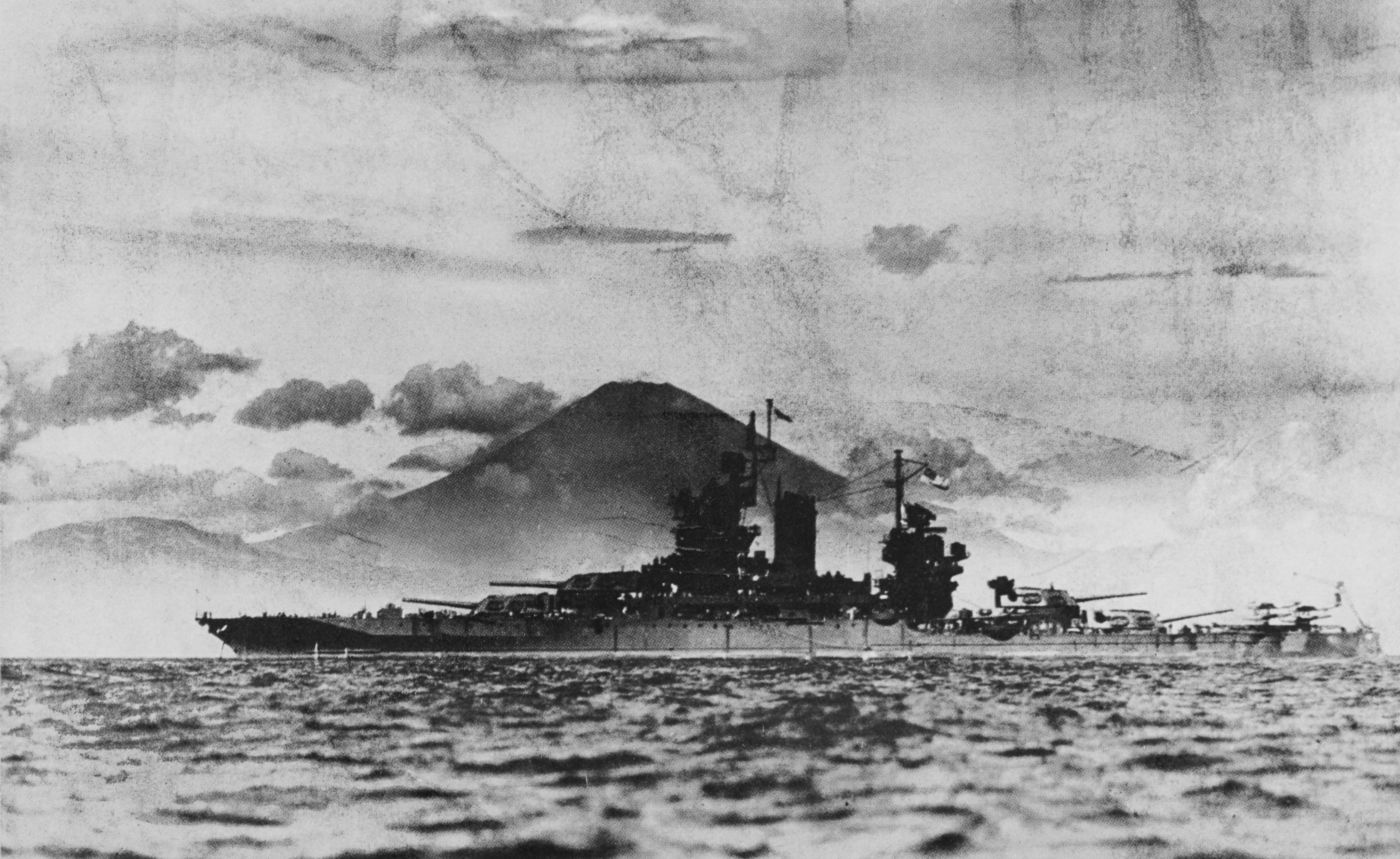
Zakotvená v Tokijském zálivu, v pozadí hora Fudži

Do služby byla zařazena 20. května 1918, krátce před koncem první světové války, takže se ještě stihla zapojit do hlídkování podél východního pobřeží USA. V roce 1920 převezla z Francie do USA prezidenta Wilsona. Nato se ještě téhož roku přesunula do Pacifiku, kde se stala součástí americké tichomořské flotily. Následujících dvacet let působila střídavě v Pacifiku a Karibiku.
V loděnicích Philadelphia Navy Yard absolvovala od března 1931 do ledna 1933 modernizaci. Byly odstraněny elektrické agregáty a elektromotory. Touto změnou pohonného systému se zvýšil výkon na 32 500 hp. Zvětšen byl náměr děl (delší dostřel) a stožáry trubkové konstrukce byly zrušeny.
V roce 1941 se přesunula do vod Atlantiku vzhledem k sílící činnost německých ponorek. Tím se vyhnula pohromě v Pearl Harboru, po kterém byla okamžitě převelena na Havajské ostrovy, aby nahradila ztráty způsobené tímto náletem.
Po kapitulaci Japonska se z Tokijského zálivu vydala na cestu na východní pobřeží USA přes Panamský průplav. 19. července 1946 byla v Bostonu vyřazena ze služby a 9. listopadu 1947 prodána do šrotu.